# 슈초
슈초(일본어: 朱鳥, しゅちょう)는 일본의 연호 중 하나이다. 슈초의 한자 朱鳥(주조)는 붉은 새라는 뜻으로, 스초(すちょう)나 아키미도리(あかみどり)라고도 읽는다.
- 전후 : 하쿠치(白雉) 이후 - 덴무 천황 사망으로 15년간 연호 사용 중지 - 다이호(大宝) 이전
- 시기 : 686년
- 천황 : 덴무 천황

하쿠치를 제정한 고토쿠 천황이 사망한 654년부터 686년까지 연호 사용이 중지되었다가 덴무 천황 15년 (686년)에 덴무 천황이 연호를 슈초로 개원하였지만, 덴무 천황의 사망으로 701년까지 15년간 연호 사용이 다시 중지되었다.

## 개원
- 덴무 천황 15년 7월 20일(율리우스력 686년 8월 14일)에 그간 사용되지 않던 연호를 '슈초'로 개원하여 사용하기 시작하였으나
- 슈초 1년(율리우스력 686년 9월 9일) 덴무 천황의 사망으로 701년까지 연호 사용이 중지된다.

## 유래
『예기』(禮記)의 行前朱鳥而後玄武、左青龍而右白虎

## 슈초 시기에 일어난 일
- 원년
  - 나라 아스카에 있던 별궁의 이름을 아스카노키요미하라노미야(飛鳥浄御原宮)라고 지었다.
  - 일본 천황을 위해 여러 왕족과 신하 등이 관세음보살상을 주조하였고, 관음경을 다이칸다이지(大官大寺)에서 독경하였다.
  - 덴무 천황 사망.
  - 오쓰 황자가 모반을 기도했다 하여 추포되었다.

## 서력과의 대조표
| 슈초        | 원년       |
| ----------- | ---------- |
| 서기 (西紀) | 686년      |
| 간지 (干支) | 병술(丙戌) |

## 같이 보기
- 일본의 연호 일람

| 이전 하쿠치 (650년 ~ 686년) 사용 중단 (654년 ~ 686년) | 일본의 연호 686년 | 다음 사용 중단 (686년 ~ 701년) 다이호 (701년 ~ ) |